# 집시들의 왕
《집시들의 왕》(영어: King of the Gypsies)은 미국에서 제작된 프랭크 피어슨 감독의 1978년 드라마 영화이다. 에릭 로버츠, 스털링 헤이든, 저드 허시, 셸리 윈터스, 수전 서랜던, 브룩 실즈, 애넷 오툴 등이 출연하였고, 페데리코 데라우렌티스 등이 제작에 참여하였다. 에릭 로버츠의 영화 데뷔작이다.

## 출연
- 에릭 로버츠
- 스털링 헤이든
- 저드 허시
- 셸리 윈터스
- 수전 서랜던
- 브룩 실즈
  - 대니엘 브리즈부아
- 애넷 오툴
- 애니 포츠
- 마이클 V. 가조
- 앤토니아 레이
- 매슈 래버토
- 로이 브록스미스
- 페이스 민턴

## 기타 제작진
- 배역: 스콧 루딘, 조엘 섬
- 미술: 진 캘러핸
- 의상: 애나 힐 존스톤